# Höchstenbach
Höchstenbach là một đô thị trong huyện Westerwald bang Rheinland-Pfalz thuộc nước Đức. Đô thị Höchstenbach có diện tích km², dân số là người (31/12/2006).